# Tanais grimaldii
Tanais grimaldii is een naaldkreeftjessoort uit de familie van de Tanaidae. De wetenschappelijke naam van de soort is voor het eerst geldig gepubliceerd in 1897 door Dollfus.